# 允禵
允禵（穆麟德轉寫：Yūn Ti；1688年2月10日—1755年2月16日），爱新觉罗氏，原名胤禎（穆麟德轉寫：In Jeng；和胞兄雍正帝胤禛的名字相似），雍正帝即位後因避帝諱而改原名為允禵，清朝宗室，康熙帝第十四子，與雍正帝為同胞兄弟，年輕時已受封固山貝子，在康熙晚年奪嫡時期為皇八子胤禩黨派成員，且受任撫遠大將軍征青海，與胞兄胤禛競爭儲君之位，後封多羅恂郡王，薨諡勤。

## 生平
康熙二十七年（1688年）正月初九日酉時出生，生母為孝恭仁皇后。三十二年（1693年），由松喜管領下閒散披甲巴圖之馬年二十四歲漢人妻為乳母。
四十八年（1709年）三月，封為固山貝子。五十二年（1713年），胤禵分家開府。五十七年（1718年）春，准噶尔部策妄阿拉布坦出兵进攻西藏，拉藏汗请求康熙帝发兵救援。十月十二日，聖祖命為撫遠大將軍，又稱為「大將軍王」（聖祖曾面諭「大將軍王是我皇子」），征討出兵进攻西藏之准噶尔大汗策妄阿喇布坦。为提高胤禵出征的威信，康熙帝允许胤禵使用王级别的旗纛和待遇，并且是皇帝所属的正黄旗之旗纛。並要求各旗貴族要派嫡子入伍。聖祖又循親征規制，亲自到堂子行礼，含有代皇帝親征之意。
胤禵能夠擁有「大將軍王」的稱呼與他擔任撫遠大將軍有關，但不是每位撫遠大將軍都能獲得「大將軍王」的稱呼。胤禵不是唯一的「撫遠大將軍」，但他是清朝歷史上唯一的「大將軍王」。“大將軍王”不是王爵。终康熙一朝，胤禵的最高爵位始终是固山贝子。
五十八年（1719年）四月十六日，胤禵在奏折中向聖祖報稱他已恭謹接受了聖祖設計的火鐮荷包與鼻煙壺、諸式荷包與筆墨，以及聖祖佩戴之千里眼鏡等物；同時為他的長子弘春及大女縣主等蒙受聖祖仁恩與恩賞之事而謝恩。同年五月初四日晚上，聖祖恩賞式樣新穎之香袋八件、乳餅一匣、烤鱒魚片、細鱗白魚片二匣及幾種棗子一匣予胤禵。翌日恰逢端午節，胤禵將麝香袋賜諸子各一件，諸子均愉悅地佩帶，其後胤禵再將食物均與宗室大臣等一起品嘗。同年六月二十一日，聖祖賞恩之御扇二把、細白鱗魚、鱒魚、棗子及畫扇等共二皮箱之物均妥善送予胤禵。五十九年（1720年）正月初八日，理藩院員外郎常明珠攜帶聖祖賞之盛京野豬一頭到胤禵軍營，胤禵將盛京之物攜至塔爾寺予青海眾人品嘗。同年二月，胤禵因聖祖萬壽吉日之事而將祝賀書寫之阿玉希佛經一套、壽碗及壽麵等物交付太監白鎮世謹貢。同年四月二十二日，胤禵奏稱他依照了往年萬歲誕辰至四月初八吉日之例，繕寫藥石經一套，跟隨奏報恭進，聖祖硃批「寫得好」。六十年（1721年）八月二十日，胤禎因聖祖親督裝遣之熱河大榛子及木蘭之鹿尾等物抵達而謝恩，同時感慨自己汛地三年期間未親隨聖祖圍獵。
六十一年十一月十四日（1722年12月21日），剛登基的雍正帝召允禵自青海馳驛回京，限二十四日內抵京。同年十二月十七日（1723年1月23日），自西寧返京，叩謁梓宮。
雍正元年四月初三日（1723年5月7日），奉雍正帝之命移駐清東陵馬蘭峪以東的湯山，守護康熙帝景陵；初六日（1723年5月10日），革除祿米。十天后，雍正元年四月十三，雍正皇帝下令逮捕允禵家人雅图、护卫孙泰、苏伯、常明等人，雍正询问胤禵在军吃酒行凶之事，俱答并无。雍正怒，拏交刑部。又有莊吉發《雍正朝滿漢合璧奏摺校注》第一册印证：刑部尚书宗室佛格在雍正元年四月二十日的刑部奏闻不准援赦监禁人犯折中有：「雍正元年四月十三日奉旨刑部监中永远监禁人犯内有......廂红旗包衣色亨額（孙氏，乾隆尚书托恩多父）佐頜下叉哈兒（察哈尔）蒙古雅圖，正黃旗包衣佛倫佐領下閑散西北布諸庫，正藍旗桑格佐領下原任驗騎校舒布哈家下蒙古扎馬，廂藍旗七十佐領下閑散西北額林七....俱因吃酒行兇，奉旨免死，發往杭州。」同年五月，晉封允禵為多羅郡王，但未赐封号及俸银，注名黄册仍稱固山貝子。
三年（1725年）十二月初四日，革去多羅郡王，降授固山貝子。四年（1726年）四月，革去固山貝子，与其子禁锢于景山寿皇殿侧。
乾隆元年（1736年），皇四子寶親王弘曆即位，命释放允禵。二年（1737年）三月，封奉恩輔國公品級。十二年（1747年）六月初四日，晉封為多羅貝勒，照常上朝。同年十月二十二日，賜在紫禁城騎馬。
十三年（1748年）正月，晉封多羅恂郡王，管理正黃旗漢軍都統。二十年（1755年）正月初六日酉時去世，享年67歲。諡號勤。
恂郡王府在西直門內大街後半壁街，后成为宣宗第九女壽莊固倫公主府，光緒十四年（1888）又為成親王后裔貝子毓橚之府，建筑现无存。

## 家庭

### 妻妾
- 嫡福晉完顏氏，玉牒俗稱為王佳氏。其父滿洲鑲紅旗，禮部侍郎騎都尉羅察，祖父為二等輕車都尉羅思漢，其兄為四川布政使羅延泰。[7] 而後因病於雍正二年七月初八日 卯時，於湯山歿。
- 側福晉舒舒覺羅氏，員外郎明德之女。[8]
- 側福晉伊爾根覺羅氏，二等護衛石保之女。
- 庶福晉伊爾根覺羅氏，典衛西泰之女。
- 侍妾卓佳氏。[9]
- 侍妾吳氏，常有之女。

- 青海公吉克吉扎布已嫁他人之女、青海台吉之女、厄魯特已嫁他人之女及蒙古女孩。[10]

### 子女
- 第一子：已革多羅泰郡王弘春，康熙四十二年九月初一日子时出生，生母為侧福晋舒舒觉罗氏。孙儿宗室永晉，妻唐佳氏（父内务府正白旗汉军、內務府慶豐司員外郎、九江關監督唐英）。
- 第二子：多羅恭勤貝勒弘明，康熙四十四年四月初三日寅时出生，生母為嫡福晋完颜氏。孙儿輔國將軍、诗人永忠。贝勒弘明府坐落于西直门内北扒儿胡同（后改为北大安胡同）东口路北，距其父的恂郡王府很近。
- 第三子：散秩大臣弘映，康熙四十六年十一月十九日戌时出生，生母為侧福晋伊尔根觉罗氏。
- 第四子：都統兼散秩大臣弘暟，康熙四十六年十二月初八日未时出生，生母為嫡福晋完颜氏。孙儿宗室永化。曾孙宗室綿爵，妻劉佳氏（胞兄内务府镶黄旗汉军、嘉慶十四年（1809年）己巳恩科进士敏惪）。

- 第一女，康熙四十四年正月二十七日酉时出生，生母为侧福晋伊尔根觉罗氏。康熙四十五年二月夭折。
- 第二女，康熙四十四年十月二十日巳时出生，生母为侧福晋舒舒觉罗氏，康熙五十八年七月封郡主，適喀喇沁部扎薩克固山貝子成袞扎布。雍正七年二月初二日去世。[11]
- 第三女，康熙四十五年五月十二日卯时出生，生母为侧福晋舒舒觉罗氏。雍正五年十月封縣君，適那木都魯氏哈祿。乾隆二十六年五月初八日酉時去世。
- 第四女，康熙四十五年十月十三日巳时出生，生母为侧福晋伊尔根觉罗氏。雍正七年十月封縣主，嫁敖漢博爾濟吉特氏四等台吉德綬。乾隆三十八年正月二十五日午時去世。
- 第五女，康熙四十六年七月十一日未时出生，生母为侧福晋舒舒觉罗氏。雍正五年九月封郡主，嫁厄魯特扎薩克多羅郡王色卜騰旺布。乾隆四十一年八月二十二日未時去世。
- 第六女，乾隆二年正月二十三日酉时出生，生母为妾吴氏。乾隆六年八月十二日亥時夭折。
- 第七女，乾隆十八年十月初五日子时出生，生母为庶福晋伊尔根觉罗氏，封縣主，字鈕祜祿氏額爾登額，乾隆三十二年十一月婿未婚亡，縣主守節，乾隆四十一年二月二十二日寅時去世。

### 后裔
- 载穆，五世孙，末代京口副都统。
- 淑仲，允禵后裔，清末民初教育家英敛之妻子。生子英千里，孙英若诚，曾孙有导演英达，演员英壮，玄孙有演员英巴图，运动员英如镝。[12]

## 延伸阅读
[在维基数据编辑]
 《清史稿/卷220》，出自趙爾巽《清史稿》

### 引用
1. ↑  (清)(愛新覺羅)胤禵 （页面存档备份，存于），中研院史語所明清檔案工作室。
2. ↑  申紅寶，從康熙廢太子的沈浮看清初宮廷內部的政治鬥爭，《文化學刊》2018年第十期，P212-219，引三十二年四月二十日總管內務府大臣馬斯喀等為議處選阿哥奶母不合之官員事題本：康熙二十八年七月，合格之婦十九人集合於內務府總管衙門，由兆祥所眾祖母擠奶驗看，後選得奶好無味之巴圖妻子等四名引見，退十五名奶不好且有瘡有味的婦人回各自佐領、管領；奉皇太后懿旨，選松喜管領下閒散披甲巴圖之馬年二十四歲漢人妻給龍年所生之阿哥餵奶，旺建管領下護軍莫希納之羊年二十三歲漢人妻預備。
3. ↑  根据《雍正会典》的记载，康熙年間每逢圣驾亲征，皇帝都要去堂子行三跪九叩之礼，而則命王及大臣等为大将军或将军领兵出征時不會到堂子行礼。允禄.大清会典 (雍正朝) ，文海出版社，1992年
4. ↑  鐘振林，〈此王非彼王：胤禵「大將軍王」稱呼研究〉，《哈爾濱學院學報》2017年第1期，P91-95
5. ↑  張鳳良、屈六生，〈胤禎奏折選譯〉，《滿學研究》，1998年，P293-339。
6. ↑  中央研究院歷史語言研究所藏《內閣大庫檔案》，022796號。
7. ↑  生母未知是否為宗室圖吉之女。於雍正二年七月初八日卯時去世。
8. ↑  康熙四十五年的玉牒記載，第十四子胤禵位下有已生育侍妾舒淑覺羅氏。
9. ↑  根據康熙四十五年玉牒的記載，第十四子胤禵位下有已生育侍妾卓甲氏。由於卓甲氏所出的子女夭折，侍妾卓甲氏之名不再出現於玉牒，後事不詳。
10. ↑  未知是否為數人抑或是同一人。《雍正朝滿文朱批奏折全譯》錄入的《撫遠大將軍年羹堯奏報審擬宗札布等人事折》記載 ，世宗在雍正二年八月降旨稱大將軍允禵因想娶青海公吉克吉扎布等嫁與他人之女而捏造了皇父之命，娶了青海台吉之女，又拆散嫁於他人之夫妻，終日於甘州飲酒貪淫。當厄魯特之女思念原丈夫及故鄉時，便百般誘哄釋悶，引入甘州河水結凍，再於冰上滑舞木輴。《甘肅巡撫綽奇奏報貝子允禵所行不是之情折》又記允禵派人往青海解來蒙古女孩。貝子向綽奇說：「既然爾家在蘭州，令攜來幾名善長修面剃發之女子，並尋幾雙滿洲女子穿用之新鞋襪送來。」
11. ↑  《胤禎奏為長女許嫁事謝恩折》記康熙五十八年正月十九日胤禎因聖祖連續施恩，以綢銀序賞諸女，又聞將他的長女許嫁喀喇沁貝子成袞扎布而在佛前叩謝皇父。
12. ↑  .   [2021-04-25]. （原始内容存档于2021-10-16）.